# بلازما مقترنة بالحث

تركيب مشعل (أو مولد) البلازما المقترنة بالحث.

بلازما المقترنة بالحث (ملاحظة 1) هي نوع من أنواع البلازما التي يكون مصدر الطاقة اللازمة لتشكيلها صادراً عن تيار كهربائي مولداً من حث كهرومغناطيسي في حثقل مغناطيسي متغير مع الزمن.
هناك ثلاثة أنماط من الأشكال الهندسية لمولدات البلازما المقترنة بالحث، وهي المولدات المستوية؛ والأسطوانية؛ ونصف الحلقية. يعتمد المبدأ في مشعل البلازما على وجود ملف حث معدني (D) يمر به تيار كهربائي ويكون ملفوفاً حول أنبوب من الكوارتز يتألف من طبقتين، تكون الطبقة الخارجية (B) مخصصة لتمرير غاز التفريغ والذي عادة ما يكون من غاز الآرغون، والتي تبرد بتمرير غاز تبريد (A) فيها؛ كما توجد طبقة داخلية (C) يمر فيها الغاز الحامل للعينة عادة؛ وتلتقي الطبقتان عند نقطة بالقرب من ملف الحث حيث يوجد حقل مغناطيسي قوي (E)؛ مما يؤدي إلى توفير شروط ملائمة من أجل توليد شعلة البلازما (F).
تقع درجات الحرارة في شعلة البلازما ضمن مجال يتراوح بين 5000 - 6000 كلفن؛ وتستخدم الطاقة الحرارية المتولدة في عمليات التأيين من أجل الكشف عن الأيونات في أجهزة مطيافية الكتلة المزودة ببلازما مقترنة بالحث (ICP-MS).